# La cámara sangrienta
La cámara sangrienta (en inglés: The Bloody Chamber) es una colección de diez relatos cortos escritos por Angela Carter y publicada originalmente en 1979. Los relatos están basados en su mayoría en los cuentos de hadas de Charles Perrault, pero también en otras figuras del folklore europeo como los vampiros. Estas nuevas versiones están inspiradas por el psicoanálisis, el feminismo y la obra del marqués de Sade.
Sobre su inspiración, la autora explicó que su intención no era escribir versiones, o cuentos de hadas para adultos, sino «extraer el contenido latente de las historias tradicionales».
Las historias son: «La cámara sangrienta», «El señor León, enamorado», «La prometida del Tigre», «Micifuz con botas», «El rey Elfo», «La niña de nieve», «La dama de la casa del amor», «Licantropía», «En compañía de lobos» y «Lobalicia».

## Resumen de los relatos

### La cámara sangrienta
Basado en Barba Azul, de Charles Perrault. Es el relato más largo de la colección, teniendo la longitud de una novela corta.

### El señor León, enamorado
Basado en La bella y la bestia.

### La prometida del tigre
También basado en La bella y la bestia.

### Micifuz con botas
Basado en El gato con botas.

### El rey Elfo
Basado en distintas leyendas europeas sobre el rey de los elfos, que habita en el bosque y mata a los niños que se pierden durante demasiado tiempo.

### La niña de nieve
Basado en el cuento popular de La niña de nieve, y en algunas versiones de Blancanieves. Es el relato más corto de la colección, de la longitud de una viñeta.

### La dama de la casa del amor
Basado vagamente en La bella durmiente y en una obra de radioteatro llamada «Vampirella».

### Licantropía
Basado en Caperucita roja y en las leyendas de licántropos.

### En compañía de lobos
También basado en Caperucita roja.

### Lobalicia
Basado vagamente en Caperucita roja y en historias reales de niños salvajes.

## Recepción
La colección ganó el premio Cheltenham Festival de literatura en 1979. Se ha publicado literatura crítica sobre este y otros libros de Angela Carter, y este ha sido incluido en el currículo de cursos universitarios de literatura.